# Iryanthera megistophylla
Iryanthera megistophylla är en tvåhjärtbladig växtart som beskrevs av A. C. Smith. Iryanthera megistophylla ingår i släktet Iryanthera och familjen Myristicaceae. Inga underarter finns listade i Catalogue of Life.